# Francisco Martínez (Keko)
Francisco Martínez Jiménez (nacido el 15 de junio de 1973), conocido como Keko, es un exfutbolista español retirado que jugó como delantero.

## Carrera
Keko nació en Barcelona, Cataluña. Durante su carrera, pasó principalmente en la tercera división. Jugó para 14 clubes, principalmente en su región natal. Hizo su debut completo en la competencia en la temporada 1993-94, ayudando a U. E. Figueres a quedar en la cuarta posición, en Segunda B. Desde 2002, Keko jugó cinco campañas consecutivas en el Segunda División, comenzando con Terrassa F. C. donde anotó 33 goles en 80 partidos. Después en el Club Deportivo Tenerife hizo 26 goles en 75 partidos, aunque el equipo nunca ascendió a La Liga, pasando dos años más con el Polideportivo Ejido de Andalucía. En enero de 2007, el jugador de 33 años regresó a la 3.ª División, firmando con la U. E. Lleida.

## Trayectoria
Jugó un total de 160 partidos y anotó 44 goles en la Segunda División durante cinco temporadas, con el Terrassa, el Tenerife y el Poli Ejido. También jugó 387 partidos y anotó 141 goles en Segunda División B, donde pasó la mayor parte de su carrera.
| Periodo                    | Club              | País   | Partidos | Goles |
| Etapa Juvenil e inferiores | Manlleu           | España |          |       |
| 1991                       | Manlleu           | España | 2        | 0     |
| 1992–1993                  | Granollers        | España |          |       |
| 1993–1994                  | Figueres          | España | 27       | 2     |
| 1994–1995                  | Hospitalet        | España | 34       | 11    |
| 1995–1997                  | Sabadell          | España | 68       | 12    |
| 1997–1998                  | Guadix            | España | 18       | 11    |
| 1998–2000                  | F. C. Cartagena   | España | 70       | 33    |
| 2000–2001                  | Figueres          | España | 37       | 17    |
| 2001                       | C. D. Toledo      | España | 4        | 2     |
| 2001–2003                  | Terrassa F. C.    | España | 80       | 33    |
| 2003–2005                  | C. D. Tenerife    | España | 75       | 26    |
| 2005–2006                  | Poli Ejido        | España | 47       | 9     |
| 2007–2008                  | Lleida Esportiu   | España | 50       | 11    |
| 2008–2009                  | C. F. Gavà        | España | 36       | 21    |
| 2009–2010                  | U. E. Sant Andreu | España | 29       | 7     |
| Total                      | Total             | Total  | 577      | 195   |